# Tribuna degli Uffizi

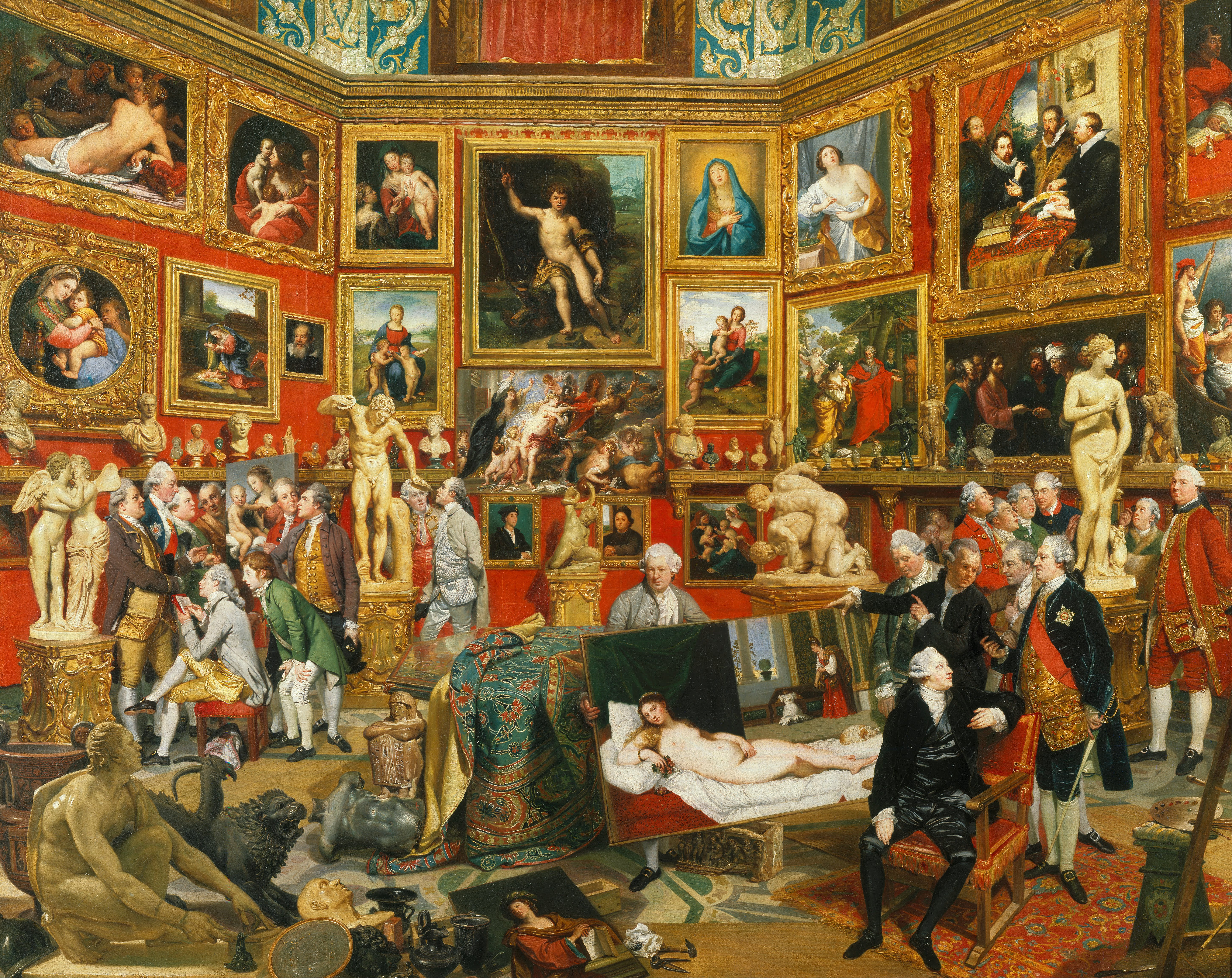
Tribuna degli Uffizi, dipinto del XVIII secolo di Johan Zoffany

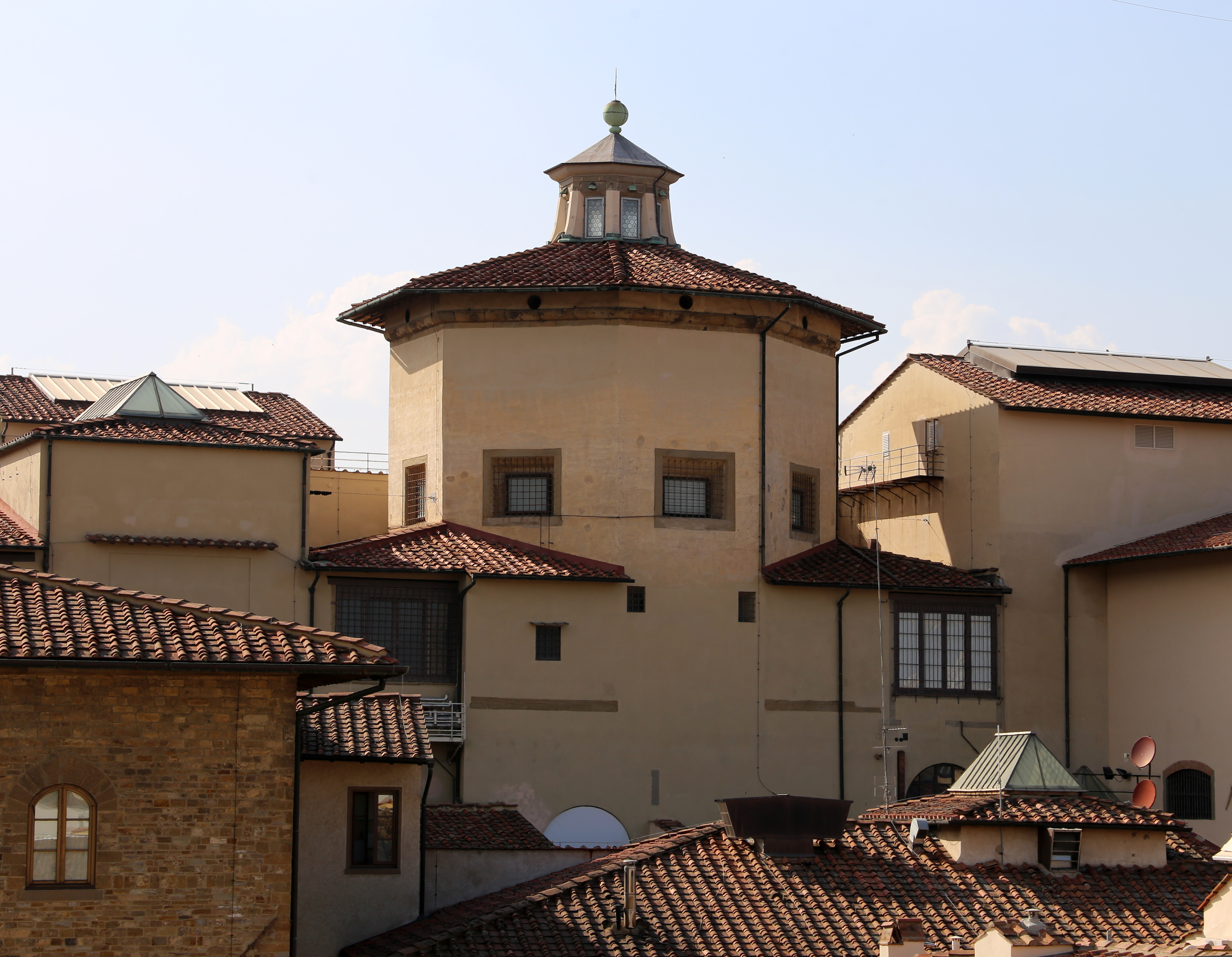
La Tribuna vista dall'esterno

La Tribuna è una sala di forma ottagonale situata nel corridoio di levante della Galleria degli Uffizi. Realizzata da Bernardo Buontalenti, si tratta del primo nucleo museistico degli Uffizi concepito per la raccolta delle opere dell'arte e della natura.

## Storia e descrizione
Fu il granduca Francesco I de' Medici a volerne la realizzazione, quando, nel 1584, decise di trasferire il contenuto dello Studiolo di Palazzo Vecchio, realizzato tra il 1570 e il 1572, in questo nuovo ambiente: qui gli oggetti, collocati su più piani, avrebbero trovato una sistemazione più ordinata e in armonia con l'ambiente circostante, superando così i vecchi criteri espositivi legati al collezionismo enciclopedico. Il trasferimento delle collezioni private di Francesco I nella Tribuna favorì inoltre una maggiore fruizione da parte del pubblico, il quale poteva ora ammirare le opere fino ad allora accessibili soltanto al Granduca e a pochi intimi.
L'ambiente simboleggia il cosmo e i suoi elementi: la lanterna, tributo alla lanterna collocata sulla cupola del Brunelleschi, simboleggia l'aria; le conchiglie che rivestono la cupola, l'acqua; le pareti scarlatte, il fuoco; le pietre dure e i marmi del pavimento, la terra.
L'arredo subì nei secoli pesanti modificazioni, come ad esempio la rimozione delle incrostazioni di conchiglie dalle pareti per far posto ai capolavori dell'arte del Cinquecento, affiancati presto dalle opere della statuaria antica. Al centro della sala si trovava uno scrigno ottagonale decorato con pietre preziose e oro dal Giambologna, al posto del quale è presente oggi il tavolo con intarsi in pietre dure delle officine granducali secentesche.
La Tribuna è stata restaurata dal 2010 al 2012. Al termine dei restauri è stato scoperto il pavimento, impedendo così l'accesso diretto, come avveniva in precedenza: adesso è visitabile solo affacciandosi dalle porte di accesso. La Tribuna è considerata il primo museo d'Occidente poiché è il più antico spazio dell'Europa moderna creato per contenere e valorizzare delle collezioni secondo precisi criteri espositivi.